# アニメ伊藤の○×▲
アニメ伊藤の○×▲ は、2002年2月8日から2003年3月29日まで配信されていたインターネットラジオ。

## 概要
2002年2月に配信開始。全48回。毎週金曜更新だが遅れたこともしばしば。タイトルの「○×▲」の部分は回毎に異なる。収録は今は無きコーズプランニングで行われていた。
当初はオタク向けの30分ラジオ番組の予定が徐々に伸びていき、いつしか小一時間(最長は第25回の1時間24分)もの長さと風俗関係の話が盛んな番組に。
コンビ名はもとより、コーナー名までもが店名に因む。

## 出演

### レギュラー
アニメ伊藤
アニメイトを捩っている。メンバーは以下の2人。
- やまけん
- 斉藤K

### 準レギュラー
ジャンチャンマガサン
番組内限定ユニット。メンバーは以下の2人。
- MIDIはらふじ
- 森田屋すひろ

## コーナー
マルゲ屋
ゲストコーナー、後期はゲストがいてもコーナーに入らなかった事も。
Kブックス
斉藤Kメインのマンガトークコーナー
やまけんのげぇまぁず
やまけんメインのゲームトークコーナー
アニメ警察ペロ
アニメを検閲するコーナーだったらしい
声優グランプリを読むコーナー
そのまんま、10月から月一で12月までの全3回
紅の豚のガラガラ占い
某四ツ谷式の番組のコーナーと全く同じ。全4回。

## タイトルとゲスト
(*赤字の回は公録)
| 放送回   | タイトル(○×▲の部分)                                                                                      | ゲスト                          |
| -------- | --- | ------------------------------- |
| 第1回    | ジャンヌダルク                                                                                           | MIDIはらふじ / 森田屋すひろ     |
| 第2回    | エロくないもん！                                                                                         | -                               |
| 第3回    | ねぇ、お兄ちゃん。足にあるのはくるぶし。 じゃあ手にあるのは何ぶし？                                      | 西村ちなみ                      |
| 第4回    | 潮干狩り                                                                                                 | MIDIはらふじ / 森田屋すひろ     |
| 第5回    | 二回光ります                                                                                             | MIDIはらふじ / 森田屋すひろ     |
| 第6回    | はじめてのおるすばん                                                                                     | おたっきぃ佐々木                |
| 第7回 *  | ニトロニクス                                                                                             | あかほりさとる / 山賀博之       |
| 第8回    | 花粉症                                                                                                   | -                               |
| 第9回    | 延滞期限は3月4日                                                                                         | 真田アサミ                      |
| 第10回   | お出かけウサギ                                                                                           | -                               |
| 第11回   | かわいいコックさん                                                                                       | 川上とも子                      |
| 第12回   | え、え、えっ？ごめんなさい。え、え、え、えっ？ すいません、ちょっと聞こえなかったんで、ハイ。すいません… | 玉井豪                          |
| 第13回   | じゃあ何だろう？7時にあがればバッチシじゃん。                                                            | 森田屋すひろ                    |
| 第14回   | じゃじゃこわ～                                                                                           | -                               |
| 第15回   | 空中要塞                                                                                                 | -                               |
| 第16回   | うさぎちゃん                                                                                             | -                               |
| 第17回   | へっくしょい！                                                                                           | -                               |
| 第18回   | 何でやまけんは笛吹いてんのさ？                                                                           | 森田屋すひろ                    |
| 第19回   | 半分は俺に下さい                                                                                         | -                               |
| 第20回   | 田代まさしのプリンセスがいっぱい                                                                         | -                               |
| 第21回   | え？グーが買い占められた？                                                                               | -                               |
| 第22回   | バサッ、バサッ！バサッ、バサッ！                                                                         | -                               |
| 第23回   | じゃあ僕はどうすればいいんですかね？                                                                     | -                               |
| 第24回   | 今週は休み。やめだやめだ～！                                                                             | （休み）                        |
| 第25回   | 大阪弁喋れる人ってモテると思うけどどない？                                                               | MIDIはらふじ                    |
| 第26回   | それ俺のカードだよ！                                                                                     | -                               |
| 第27回   | In Store Now.                                                                                            | -                               |
| 第28回   | ゴリラは緑が良いね                                                                                       | -                               |
| 第29回   | 新宿はどっちですか？                                                                                     | -                               |
| 第30回 * | ○×▲～！(不明)                                                                                            | -                               |
| 第31回   | モノメイト                                                                                               | -                               |
| 第32回   | 待望の映画化                                                                                             | -                               |
| 第33回   | ばっさりだ！                                                                                             | MIDIはらふじ                    |
| 第34回   | 栃木ですけど、何か？                                                                                     | (前枠後56分無音)                |
| 第35回   | ミラクルマン                                                                                             | -                               |
| 第36回   | 俺たちもやってま～す                                                                                     | -                               |
| 第37回   | 馬鹿にしないで下さい                                                                                     | -                               |
| 第38回   | 記録、それは儚い                                                                                         | -                               |
| 第39回   | なんかの蛹なんじゃな～い♪                                                                                | MIDIはらふじ                    |
| 第40回   | (OP曲のみ)                                                                                               | -                               |
| 第41回   | イェイェイェイェィ！                                                                                     | -                               |
| 第42回   | 十分です                                                                                                 | -                               |
| 第43回   | 雪山は楽しいな                                                                                           | -                               |
| 第44回   | 何ができるの？(車内録音？)                                                                               | ジョイまっくす / ドン・マッコウ |
| 第45回   | へへっ…、すいません…                                                                                     | えべっさん                      |
| 第46回 * | 可愛さ余って・・・                                                                                       | ジョイまっくす                  |
| 第47回   | 彼女は僕のものです                                                                                       | -                               |
| 第48回   | よし！メンタンピン一発即ヅモ断ヤオ立直平和三色ドラドラ表赤裏 満貫！安くね？                              | -                               |